# N 2 (Senegal)
Die N 2 ist die längste der Nationalstraßen in Senegal. Der Kairo-Dakar-Highway folgt im Senegal ihrem Westteil.
Der Straßenverlauf beginnt als Verzweigung von der N 1 östlich der Ortsdurchfahrt Diamniadio. In dieser Stadt bündeln sich alle Verkehrswege des Landes auf dem Weg zu den Großstädten der Metropolregion Dakar auf der Cap-Vert-Halbinsel. Das Ende der N2 liegt im Osten in Kidira an der Grenze zu Mali, wo sie wiederum in die N1 einmündet und die Strecke bis dahin ist 834 Kilometer lang.
Die Straße verbindet, zunächst in einigem Abstand der Grande-Côte und dann dem linken Senegalufer folgend, in einem großen Bogen den Norden und Osten des Landes mit der Metropolregion Dakar. Sie führt dabei durch die Regionen (von West nach Ost) Thiès, Louga, Saint-Louis, Matam und Tambacounda.
In der Großstadt Thiès führt die N2 ursprünglich durch das Stadtzentrum rund um den Place de France. Zeitsparender ist nun die Voie de contournement Nord genannte Umgehungsstraße.
Die N2 führt in der Regel über die savannenartig trockene Hochuferterrasse abseits der fruchtbaren und relativ dicht besiedelten Senegalniederung, weil diese von unwegsamen Feuchtgebieten und Wasserläufen durchzogen ist. Deshalb liegen einige wichtige Städte der Flussregion nicht auf ihrer Route. Namentlich zur Départementspräfektur Podor, die auf der Insel Morfil liegt, zweigt nur eine Nebenstraße ab. 
An zwei Stellen wird die N2 durch Stichstrecken in Richtung Flussufer ergänzt. Wenig westlich von Richard Toll führt die 5,9 Kilometer lange N2B nach Rosso (Senegal) zur Fähre Rosso über den Senegal und stellt so im Zuge des Kairo-Dakar-Highways die Verbindung zur mauretanischen Hauptstadt Nouakchott auf der mauretanischen N2 her. Die zweite Stichstrecke ist die N2C, die hauptsächlich die Départementspräfektur Bakel bedient, die 5,5 Kilometer abseits der N2 am Flussufer liegt.